# Vuelta Ciclista del Uruguay 1960
La 17ª edición de la Vuelta Ciclista del Uruguay, se disputó del 9 al 17 de abril de 1960.
Fueron 9 etapas y 1487 km, y Walter Moyano conquistó su segunda victoria.

## Etapas
| Etapa     | Fecha       | Recorrido            | Km    | Ganador de la etapa              | Líder de la clasificación general |
| 1.ª etapa | 9 de abril  | Montevideo-Rocha     | 203.2 | Duilio Cerrutti (Marconi)        | Duilio Cerrutti (Marconi)         |
| 2.ª etapa | 10 de abril | Rocha-Treinta y Tres | 183   | René Deceja (Nacional)           | René Deceja (Nacional)            |
| 3.ª etapa | 11 de abril | Treinta y Tres-Minas | 175   | Nelson Couto (Olimpia)           | René Deceja (Nacional)            |
| 4.ª etapa | 12 de abril | Minas-Florida        | 168.1 | Domingo Goncalvez (Peñarol)      | René Deceja (Nacional)            |
| 5.ª etapa | 13 de abril | Florida-Trinidad     | 140   | Héctor Placeres (Fed. San José)  | Héctor Placeres (Fed. San José)   |
| 6.ª etapa | 14 de abril | Trinidad-Paysandú    | 203   | Gabriel Barrios (General Hornos) | Juan José Timón (Olimpia)         |
| 7.ª etapa | 15 de abril | Paysandú-Fray Bentos | 141   | Tomás Correa (Nacional)          | Walter Moyano (Punta del Este)    |
| 8.ª etapa | 16 de abril | Mercedes-San José    | 102.4 | Héctor Placeres (Fed. San José)  | Walter Moyano (Punta del Este)    |
| 9.ª etapa | 17 de abril | San José-Montevideo  | 172.1 | Domingo Goncalvez (Peñarol)      | Walter Moyano (Punta del Este)    |

## Clasificaciones finales
| \| 1. \| Walter Moyano \| Uruguay \| Punta del Este Uruguay \| 47h 24' 04" \| \| 2. \| Héctor Placeres \| Uruguay \| Federación de San José Uruguay \| a 51" \| \| 3. \| René Deceja \| Uruguay \| Nacional Uruguay \| a 1' 39" \| \| 4. \| Tomás Correa \| Uruguay \| Nacional Uruguay \| a 4' 27" \| \| 5. \| Juan José Timón \| Uruguay \| Olimpia Uruguay \| a 10' 26" \| \| 6. \| René Mesón \| Uruguay \| Peñarol de Flores Uruguay \| a 11' 58" \| \| 7. \| Gabriel Barrios \| Uruguay \| General Hornos Uruguay \| a 12' 01" \| \| 8. \| Héctor Castro \| Uruguay \| Fed. de San José Uruguay \| a 12' 57" \| \| 9. \| Duilio Cerrutti \| Uruguay \| Marconi Uruguay \| a 13' 11" \| \| 10. \| Vid Cencic \| Uruguay \| Maroñas Uruguay \| a 14' 16" \| |                 |         |                                |             |
| 1. | Walter Moyano   | Uruguay | Punta del Este Uruguay         | 47h 24' 04" |
| 2. | Héctor Placeres | Uruguay | Federación de San José Uruguay | a 51"       |
| 3. | René Deceja     | Uruguay | Nacional Uruguay               | a 1' 39"    |
| 4. | Tomás Correa    | Uruguay | Nacional Uruguay               | a 4' 27"    |
| 5. | Juan José Timón | Uruguay | Olimpia Uruguay                | a 10' 26"   |
| 6. | René Mesón      | Uruguay | Peñarol de Flores Uruguay      | a 11' 58"   |
| 7. | Gabriel Barrios | Uruguay | General Hornos Uruguay         | a 12' 01"   |
| 8. | Héctor Castro   | Uruguay | Fed. de San José Uruguay       | a 12' 57"   |
| 9. | Duilio Cerrutti | Uruguay | Marconi Uruguay                | a 13' 11"   |
| 10. | Vid Cencic      | Uruguay | Maroñas Uruguay                | a 14' 16"   |

| \| 1. \| Nacional \| Uruguay \| 142h 23' 04" \| \| 2. \| Federación de San José \| Uruguay \| a 19' 48" \| \| 3. \| Olimpia \| Uruguay \| a 20' 29" \| \| 4. \| General Hornos \| Uruguay \| a 1h 41' 04" \| \| 5. \| Peñarol \| Uruguay \| a 2h 14' 23" \| |                        |         |              |
| 1. | Nacional               | Uruguay | 142h 23' 04" |
| 2. | Federación de San José | Uruguay | a 19' 48"    |
| 3. | Olimpia                | Uruguay | a 20' 29"    |
| 4. | General Hornos         | Uruguay | a 1h 41' 04" |
| 5. | Peñarol                | Uruguay | a 2h 14' 23" |